# غاستون ليرو
غاستون الفرد لورد (Gaston Louis Alfred Leroux، 6 مايو 1868 - 15 أبريل 1927) هو صحافي وروائي فرنسي ومؤلف أدب قصص بوليسية. ويعتبر في الأدب الفرنسي بموازاة إدغار آلان بو الأميريكي وآرثر كونان دويل الإنكليزي. واشتهر بروايته شبح الأوبرا التي نشرت عام 1910.
حصل تعليمه الثانوي في النورماندي ودرس الحقوق في باريس. ورث الملايين إلا أن بذخه أوصله إلى حافة الإفلاس. وفي عام 1890، عمل في L'Écho de Paris (صدى باريس) كمراسل في المحاكم وكناقد سينمائي. ثم كمراسل لصحيفة Le Matin (الصباح) في عام 1907، اتجه إلى كتابة الروايات. وفي عام 1909 ساهم مع آرنولد بيرنيد في إنشاء شركة أفلام سميت Société des Cinéromans والتي أنتجت أفلام رواياته ومن أشهرها لغز الغرفة الصفراء (Le mystère de la chambre jaune).
من رواياته الكرسي المسكون .

## روابط خارجية
- غاستون ليرو على موقع IMDb (الإنجليزية)
- غاستون ليرو على موقع الموسوعة البريطانية (الإنجليزية)
- غاستون ليرو على موقع ألو سيني (الفرنسية)
- غاستون ليرو على موقع ميوزك برينز (الإنجليزية)
- غاستون ليرو على موقع أول موفي (الإنجليزية)
- غاستون ليرو على موقع قاعدة بيانات برودواي على الإنترنت (الإنجليزية)
- غاستون ليرو على موقع قاعدة بيانات الأفلام السويدية (السويدية)
- غاستون ليرو على موقع ديسكوغز (الإنجليزية)
- غاستون ليرو على موقع قاعدة بيانات الفيلم (الإنجليزية)
- غاستون ليرو على موقع كينوبويسك (الروسية)